# 満留賀
満留賀（まるか）は、日本の蕎麦屋の屋号の一つである。藪、更科、砂場、増田屋などと同様に、満留賀の屋号を持つ蕎麦屋は各地に存在するが、その大半はのれん分けによって開業したものである。
1900年（明治33年）の創業当時の屋号は三河屋であり、明治末期から大正初期にかけて満留賀に変更し、のれん分け店舗の屋号の統一も図った。1916年（大正5年）以降は、満留賀会でのれんの管理をするようになったが、「満月」「日の出」などの別の屋号を用いるようになった会員店舗もある。

## 由来
1893年（明治26年）に当時の愛知県宝飯郡から単身上京した加藤豊造が下谷区（現：台東区）にあった三河屋に奉公入りした後、1900年（明治33年）に芝区宇田川町（現:東新橋、新橋、浜松町、芝大門）に店舗を構えて独立開業したのが始まりである。当時の屋号は、三河屋であり、カタカナの「カ」を丸で囲んだ暖簾記号を用いていた。
宇田川町店の経営は成功し、加藤豊造を頼って親類縁者も上京して働くようになり、豊造の弟の孝三が1907年（明治40年）に浜松町で開店したのを皮切りに、のれん分けによる独立開業が続く。この頃から満留賀の屋号を用いるようになり、1916年（大正5年）に店舗数が20店になったことをきっかけに満留賀会を設立してのれんの管理をするようになる。第二次世界大戦後に満留賀会は法人化（満留賀会麺業協同組合）する。
暖簾記号から「満留賀」の字を当てるようになった理由として、川崎市幸町店では、当時の東京市浅草区浅草松葉町（現在の台東区松が谷）の真宗大谷派・真龍寺の僧であった安藤正純（のちに文部大臣などを歴任）に相談したところ「満留賀」の三文字をいただいたと説明している。
昭和初期の時点で140店以上にまで店舗数を拡大したが、出店地域が東京15区（旧東京市部）に密集し、一つの町内に満留賀が複数店舗存在することから出前の取違いなどの混乱が生じるようになり、混乱を避けるために「満月」「日の出」などの別の屋号を用いる店舗も出始める。
戦後には、東京都だけではなく千葉県、埼玉県、神奈川県にも店舗網を広げ、1976年（昭和51年）時点で満留賀会麺業協同組合の組合員数は260店にまで増え、当時最も勢いがあるのれん集団とされた。